# 安德烈娅·库尔特
安德烈娅·库尔特（德語：Andrea Kurth，1957年9月30日—），德国女子赛艇运动员。她曾代表东德参加1976年夏季奥林匹克运动会赛艇比赛，获得女子四人单桨有舵手金牌。